# Letopisy Narnie: Princ Kaspian
O stejnojmenné knize pojednává článek Princ Kaspian. O počítačové hře Letopisy Narnie: Princ Kaspian (počítačová hra).
Letopisy Narnie: Princ Kaspian (anglicky The Chronicles of Narnia: Prince Caspian) je dobrodružný rodinný fantasy film z roku 2008 podle v pořadí čtvrté knihy C. S. Lewise Princ Kaspian z řady Letopisy Narnie. Předchozí film byl Letopisy Narnie: Lev, čarodějnice a skříň (film měl premiéru 2005). Filmová série je produkovaná Walt Disney Pictures a Walden Media. Ben Barnes ztvárnil hlavní postavu prince Kaspiana, jež zápasí o trůn se svým zlým strýcem, králem Mirazem (Sergio Castellitto). Filmová premiéra byla v USA 16. května 2008, celoevropská premiéra byla v Praze 17. června 2008.
Natáčení začalo v únoru 2007 na Novém Zélandu, ale na rozdíl od předchozího filmu se většina z natáčení konala ve střední Evropě. Režisér Andrew Adamson se rozhodl minimalizovat náklady a proto vznikla post-produkce ve Spojeném království, kvůli tamním daňovým úlevám.

## Příběh
1300 let po událostech filmu Lev, čarodějnice a skříň vládnou v Narnii lidé zvaní Telmaríni; kouzelné bytosti i mluvící zvířata jsou vybita nebo zatlačena hluboko do lesů. Po smrti krále Kaspiana IX. vládne jeho bratr Miraz. Mirazův synovec Kaspian X. se jednou od svého učitele dozví, že se ho Miraz pravděpodobně pokusí zabít, aby jednou mohl vládnout jeho (Mirazův) syn, který se právě narodil. Kaspian prchne do lesů, pronásledován Mirazovými vojáky. Když je téměř dostižen, zatroubí na kouzelný roh královny Zuzany.
To přenese z Anglie do Narnie Lucinku, Zuzanu, Edmunda a Petra; od jejich předchozí návštěvy v Narnii uplynul v jejich světě pouze rok. Ocitnou se u zříceniny hradu Cair Paravel.
Kaspiana před vojáky zachrání jezevec Lanýžník, trpaslík Nikabrik a myšák Rípčíp. Odvedou jej k ostatním Staronarnianům - mluvícím zvířatům a kouzelným bytostem. Ti jej přijmou s nedůvěrou a nenávistí, protože Telmaríni se je vždy snažili vyhubit. Přesvědčí je ale Kaspianův slib, že se to změní, pokud mu pomohou stát se králem. Před Mirazovou armádou se opevní ve vrchu vybudovaném nad Kamenným stolem.
Při ochraně Kaspiana je Mirazovými vojáky zajat trpaslík Dýnil. Miraz je tím vyveden ze své domněnky, se Staronarniané jsou již dávno vyhubeni. Dýnil má být popraven, ale je zachráněn Petrem a Zuzanou a odvede všechny čtyři děti ke Kaspianovi. Cestou Lucinka spatří, jak jim ukazuje cestu Aslan - laskavý mluvící lev a pravý král Narnie. Ostatní jí ale nevěří a jdou jinudy.
Nakonec Petr se sourozenci dorazí do Kaspianova ležení. Je rozhodnuto, že se pokusí zaútočit na Mirazův hrad; tento útok však ztroskotá. Nikabrik se pokusí přivést k životu vlkodlaka a Bílou čarodějnici, která ostatní svádí, aby se odvrátili od víry v Aslana. Všechny zlé bytosti jsou ale poraženy a Nikabrik je přitom zabit.
Hrdinové se rozhodnou, že Lucinka půjde do lesa hledat Aslana a Petr vyzve Miraze na šermířský souboj, aby pro Lucinku získal čas. Petr sice zvítězí, ale Mirazova armáda poruší slovo a zaútočí; Miraz je přitom zákeřně zabit jedním ze svých šlechticů.
Dojde k velké bitvě, během níž se objeví Aslan s Lucinkou a oživlými stromy, které Mirazovu armádu porazí. Aslan ustanoví Kaspiana králem nad Narnií a přenese děti zpět do Anglie.

## Rozdíly oproti knižní verzi
Děj se od knižní verze odchyluje více, než je tomu u filmů Lev, čarodějnice a skříň a Plavba Jitřního poutníka. Nejvýznačnější rozdíly:
- Film má oproti knize pokus o útok na Mirazův hrad
- V knize Kaspian použije roh po dlouhé úvaze, zatímco ve filmu v akutním nebezpečí
- V knize se s dětmi setká Aslan ještě před jejich příchodem ke Kaspianově ležení u Aslanova stolu; obě dívky s ním zůstanou a do ležení nejdou

## Obsazení
| William Moseley      | Petr Pevensie                 |
| Anna Popplewell      | Zuzana Pevensiová             |
| Skandar Keynes       | Edmund Pevensie               |
| Georgie Henley       | Lucka Pevensiová              |
| Ben Barnes           | Princ Kaspian                 |
| Sergio Castellitto   | Král Miraz                    |
| Pierfrancesco Favino | Mirazův generál Lord Glozelle |
| Peter Dinklage       | Trumpkin                      |
| Warwick Davis        | Nikabrik                      |
| Tilda Swinton        | Bílá čarodějnice              |
| Klára Issová         | Zlá čarodějnice               |

## Design

### Kostýmy
Pro film navrhovala kostýmy kostýmová návrhářka Iris Mussenden, jež se při návrzích kostýmů Telmarínů inspirovala tvorbou malíře El Greca.
- Celkový počet jednotlivých kusů ošacení, vyrobených pro hlavní postavy: 1042.[4]
- Celkový počet jednotlivých kusů oblečení včetně přilbic, masek, bot a rukavic, vyrobených pro krále Miraze a jeho pány a pro telmarínskou armádu: 3722.[4]
- Počet kroužků, použitých na výrobu jedné kroužkové zbroje (jinak též „lehkého kroužkového brnění“), kterou nosí telmarínští vojáci: 2184.[4]
- Celkový počet spotřebovaných kroužků: zhruba 850000.
- Celkový počet členů štábu, kteří na kostýmech pracovali: 70.[4]

### Zbroj a zbraně
Richard Taylor z novozélandské firmy Weta Workshop vyrobil téměř 600 kusů výstroje a výzbroje, mezi něž patřilo 200 halaparten, 200 rapírů, 100 falchionů, 250 štítů a 55 kuší. Taylor také vyrobil měkké štíty a další výstroj, sloužící k natáčení klíčových bitevních scén s živými koňmi. Minotauři používají stejně jako v prvním díle palcát, kentauři používají meče a luky, jen satyrové musely být přepracováni. Na filmu spolupracoval také český profesionální choreograf a šermíř Petr Nůsek.

### Masky
130 statistů, kteří ve filmu Princ Kaspian hráli narnijská stvoření, nosilo speciální obleky a každý den trávilo řadu hodin v maskérně. Designer masek Howard Berger spolupracoval během natáčení se 46 maskéry a dohlížel celkově na 4600 aplikací masek a make-upu. Herec Warwick Davis musel aplikacemi obličejové prostetiky, která ho proměňovala v trpaslíka Nikabrika, trávit denně tři a půl hodiny. Aby byli herci připraveni na natáčení včas, přicházeli Howard Berger, Tami Lane a jejich tým na místo natáčení o pět hodin dříve než zbytek štábu. Howard a Tami začali tedy pracovat už v 1:30 v noci.

## Natáčení
Hlavní natáčecí lokace jsou: Nový Zéland, Česká republika, Slovinsko a Polsko.

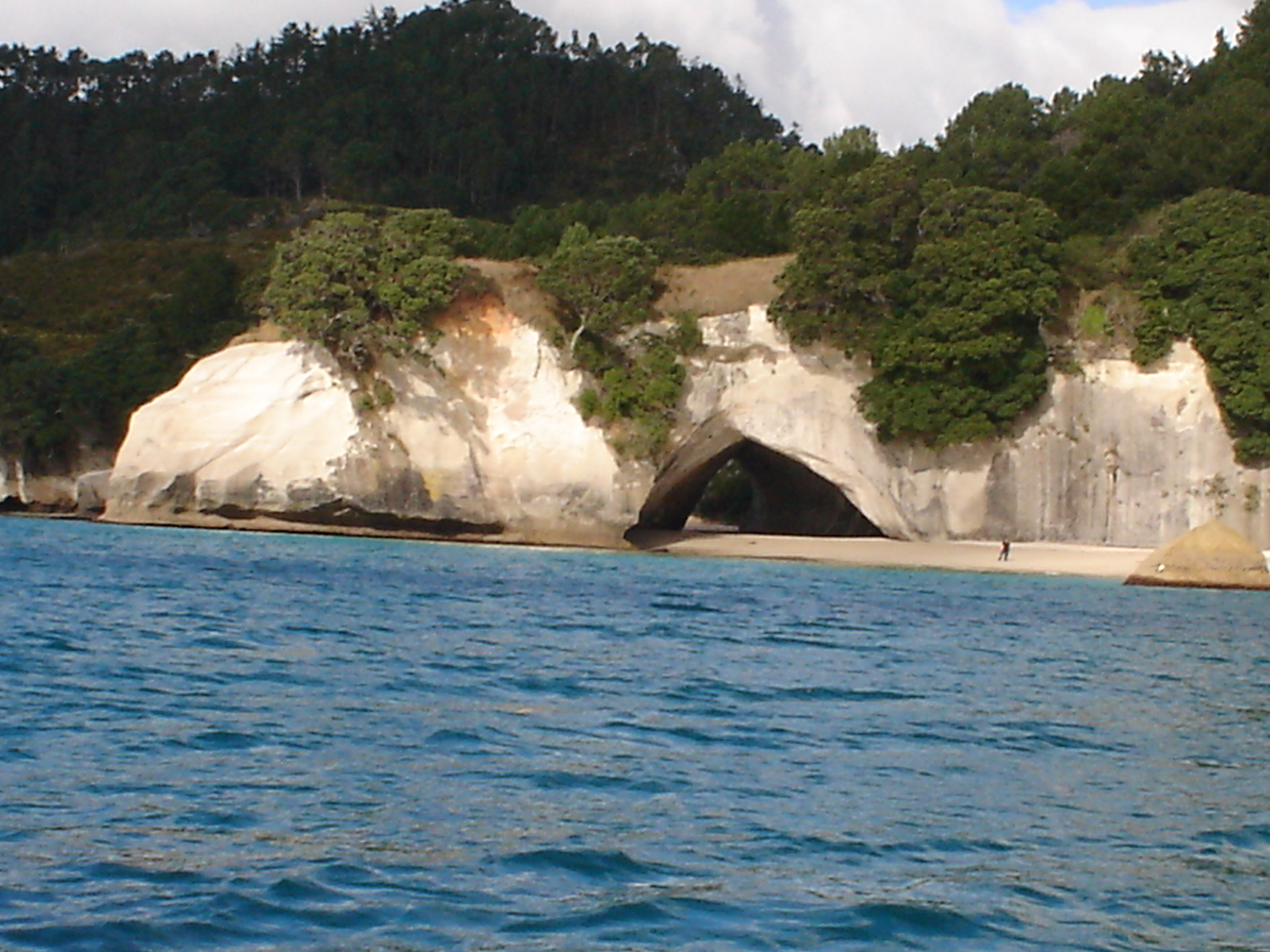
Cathedral Cove, poloostrov Coromandel, Nový Zéland - zde se točila scéna s vlakovým tunelem

Filmování začalo 12. února 2007 v Aucklandu na Novém Zélandu. Zde se točila vlaková scéna, jak se děti navrací opět do Narnie.
Dne 1. dubna 2007 započalo filmování v Barrandovských ateliérech v Praze. Řada kulis zde byla založena v roce 1931 a v poslední době se stala vyhledávaným místem pro natáčení hollywoodských filmů. Mezi další zde natočené filmy patří Casino Royale a Agent bez minulosti. V Barrandově se točila scéna v Mirazově hradu. Hrad byl postaven na výšku v původním měřítku (200 stop na výšku), protože Adamson nechtěl používat přespříliš digitálních efektů, jako v prvním díle. Hrad zaujímal celkem rozlohu 1800 m2 a částečně se inspiroval hradem Pierrefonds, který se nachází ve Francii poblíž Paříže.
Natáčení pokračovalo v červnu 2007 v slovinském kraji Bovec, kde se točila scéna u řeky Soča.
Poslední lokací bylo natáčení v České republice u Ústí nad Labem, resp. u vesnice Neznabohy. Zde se točila scéna u jámy, s bitvou mezi Petrem a Mirazem. Filmovalo se i z vrtulníku. Počet telmarínských vojáků-komparzistů byl 200. Filmování skončilo 8. září 2007.
Známé české osobnosti, které si zahráli ve filmu, jsou Jiří Krytinář (role trpaslíka) a Yemi A.D. (role kentaura).

## Zajímavosti
- Zásobování muselo během natáčení dodávat denně jídlo pro 1100 herců a filmařů. Celkově jim v průběhu natáčení bylo podáno přes 200000 porcí.[4]
- Režisér Andrew Adamson dal herečce Anne Popplewell (Zuzana Pevensieová) volno, aby mohla odletět do Londýna na maturitní večírek. Anna se do večerních šatů převlékla na toaletě a předtím, než se musela vracet do Prahy, stihla dva tance.[4]
- Herec Skandar Keynes, jenž ztvárnil Edmunda Pevensieho, vyrostl mezi natáčením Lva, čarodějnice a skříně a filmu Princ Kaspian o téměř 17 centimetrů.[4]
- Herci a štáb filmu Princ Kaspian pocházejí z patnácti zemí světa, mezi které patří Česká republika, Nový Zéland, Spojené státy, Velká Británie, Austrálie, Kanada, Německo, Polsko, Slovinsko, Španělsko, Mexiko, Itálie a Francie. Při natáčení se mluvilo více než devíti jazyky.[4]
- Skandar Keyes a Anna Popplewell teprve poté, co byli pro své role vybráni z tisíců uchazečů z celého světa, zjistili, že bydlí v severním Londýně v sousedních ulicích.[4]
- Postavit Mirazův hrad trvalo 200 tesařům, štukatérům a výtvarníkům 15 týdnů. Pomocí počítačových efektů se velikost Mirazova hradu během postprodukce ztrojnásobí.[4]
- Dřevěný most, který se objevuje ve vrcholné scéně, byl postaven přes řeku Soča ve slovinském kraji Bovec a jeho stavba trvala 20 konstruktérům a dělníkům měsíc. Ford se při návrhu mostu inspiroval mostem, který postavil Julius Caesar přes řeku Rýn během bojů s Germány. Aby bylo možné uskutečnit Fordovy plány, museli konstruktéři dočasně odklonit tok řeky Soča.[4]
- Štáb natáčel na stejně odlehlých místech novozélandského jižního ostrova, která se předtím objevila jako Středozem v trilogii Pán prstenů.[4]
- Herec Warwick Davis je z herců, účinkujících ve druhém díle jediný, kdo se objevil ve dvou různých adaptacích příběhů o Narnii. V Princi Kaspianovi hraje roli Nikabrika, černého trpaslíka, zatímco ve verzi BBC z roku 1989 hrál v Princi Kaspianovi a v Plavbě jitřního poutníka hrdinného myšáka Rípčípa. V aktuální verzi bude Rípčíp kompletně stvořený pomocí počítačů.[4]
- Režisér Andrew Adamson strávil hledáním nejvhodnějšího herce pro titulní roli prince Kaspiana více než rok, ale nakonec do této zásadní role obsadil šestadvacetiletého britského herce Bena Barnese jen tři a půl týdne před začátkem natáčení.[4]